# Edyta Ropek
Edyta Ropek (* 18. listopadu 1979 Tarnów) je polská reprezentantka, vicemistryně světa, vítězka světového poháru a mistryně Evropy v lezení na rychlost. Závodila ale také v lezení na obtížnost a v boulderingu.

## Biografie
Na Jagellonské univerzitě v Krakově získala magisterský titul v oboru ochrany životního prostředí.

## Výkony a ocenění
- v roce 2010 obhájila titul mistryně Evropy v lezení na rychlost z roku 2008
- 2008, 2009 a 2011 vítězka světového poháru v lezení na rychlost
- nominovala se na IX. Světové hry 2013 v Cali

### Závodní výsledky
sportovní lezení
| Světové hry | Světové hry |
| Rok         | 2013        |
| ----------- | ----------- |
| Rychlost    | 12          |

| Mistrovství světa | Mistrovství světa | Mistrovství světa | Mistrovství světa | Mistrovství světa | Mistrovství světa | Mistrovství světa |
| Rok               | 2005              | 2007              | 2009              | 2011              | 2012              | 2014              |
| ----------------- | ----------------- | ----------------- | ----------------- | ----------------- | ----------------- | ----------------- |
| Rychlost          | 3                 | 2                 | 15                | 5                 | 5                 | 4                 |

| Arco Rock Master | Arco Rock Master | Arco Rock Master | Arco Rock Master |
| Rok              | 2008             | 2009             | 2010             |
| ---------------- | ---------------- | ---------------- | ---------------- |
| Rychlost         | 8                | 1                | 4                |

| Světový pohár       | Světový pohár | Světový pohár | Světový pohár | Světový pohár | Světový pohár | Světový pohár | Světový pohár | Světový pohár | Světový pohár | Světový pohár | Světový pohár | Světový pohár | Světový pohár | Světový pohár | Světový pohár | Světový pohár | Světový pohár | Světový pohár |
| Rok                 | 2000          | 2001          | 2003          | 2004          | 2005          | 2006          | 2007          | 2008          | 2009          | 2010          | 2011          | 2012          | 2013          | 2014          | 2015          | 2016          | 2017          | 2018          |
| ------------------- | ------------- | ------------- | ------------- | ------------- | ------------- | ------------- | ------------- | ------------- | ------------- | ------------- | ------------- | ------------- | ------------- | ------------- | ------------- | ------------- | ------------- | ------------- |
| Obtížnost           | 0             |               |               |               |               |               |               |               |               |               |               |               |               |               |               |               |               |               |
| jednotlivě* (x/x/x) | ,45,53,       |               |               |               |               |               |               |               |               |               |               |               |               |               |               |               |               |               |
|                     |               |               |               |               |               |               |               |               |               |               |               |               |               |               |               |               |               |               |
| Rychlost            | x             |               |               |               |               |               |               | 1             | 1             | 3             | 1             |               |               |               |               | 9             | 8             | 38            |
| jednotlivě* (x/x/x) | ,11,6,10,     |               |               |               |               |               |               |               |               |               |               |               |               |               |               |               |               |               |
|                     |               |               |               |               |               |               |               |               |               |               |               |               |               |               |               |               |               |               |
| Bouldering          | 0             |               |               |               |               |               |               |               |               |               |               |               |               |               |               |               |               |               |
| jednotlivě* (x/x/x) | ,45,          |               |               |               |               |               |               |               |               |               |               |               |               |               |               |               |               |               |
|                     |               |               |               |               |               |               |               |               |               |               |               |               |               |               |               |               |               |               |
| Kombinace           |               |               |               |               |               |               |               |               |               |               |               |               |               |               |               |               |               |               |

* poznámka: nalevo jsou poslední závody v roce
| Mistrovství Evropy | Mistrovství Evropy | Mistrovství Evropy | Mistrovství Evropy | Mistrovství Evropy | Mistrovství Evropy | Mistrovství Evropy | Mistrovství Evropy |
| Rok                | 2002               | 2004               | 2006               | 2008               | 2010               | 2015               | 2017               |
| ------------------ | ------------------ | ------------------ | ------------------ | ------------------ | ------------------ | ------------------ | ------------------ |
| Rychlost           | 9                  | 4                  | 10                 | 1                  | 1                  | 5                  | 7                  |

| Mistrovství Polska | Mistrovství Polska | Mistrovství Polska | Mistrovství Polska | Mistrovství Polska | Mistrovství Polska |
| Rok                | 2007               | 2008               | 2009               | 2010               | 2011               |
| ------------------ | ------------------ | ------------------ | ------------------ | ------------------ | ------------------ |
| Rychlost           | 1                  | 1                  | 1                  | 1                  | 1                  |

ledolezení
| Světový pohár v ledolezení | Světový pohár v ledolezení |
| Rok                        | 2011                       |
| -------------------------- | -------------------------- |
| Rychlost                   | 34                         |
| jednotlivě*                | -,17,-,-                   |

* poznámka: napravo jsou poslední závody v roce

## Galerie

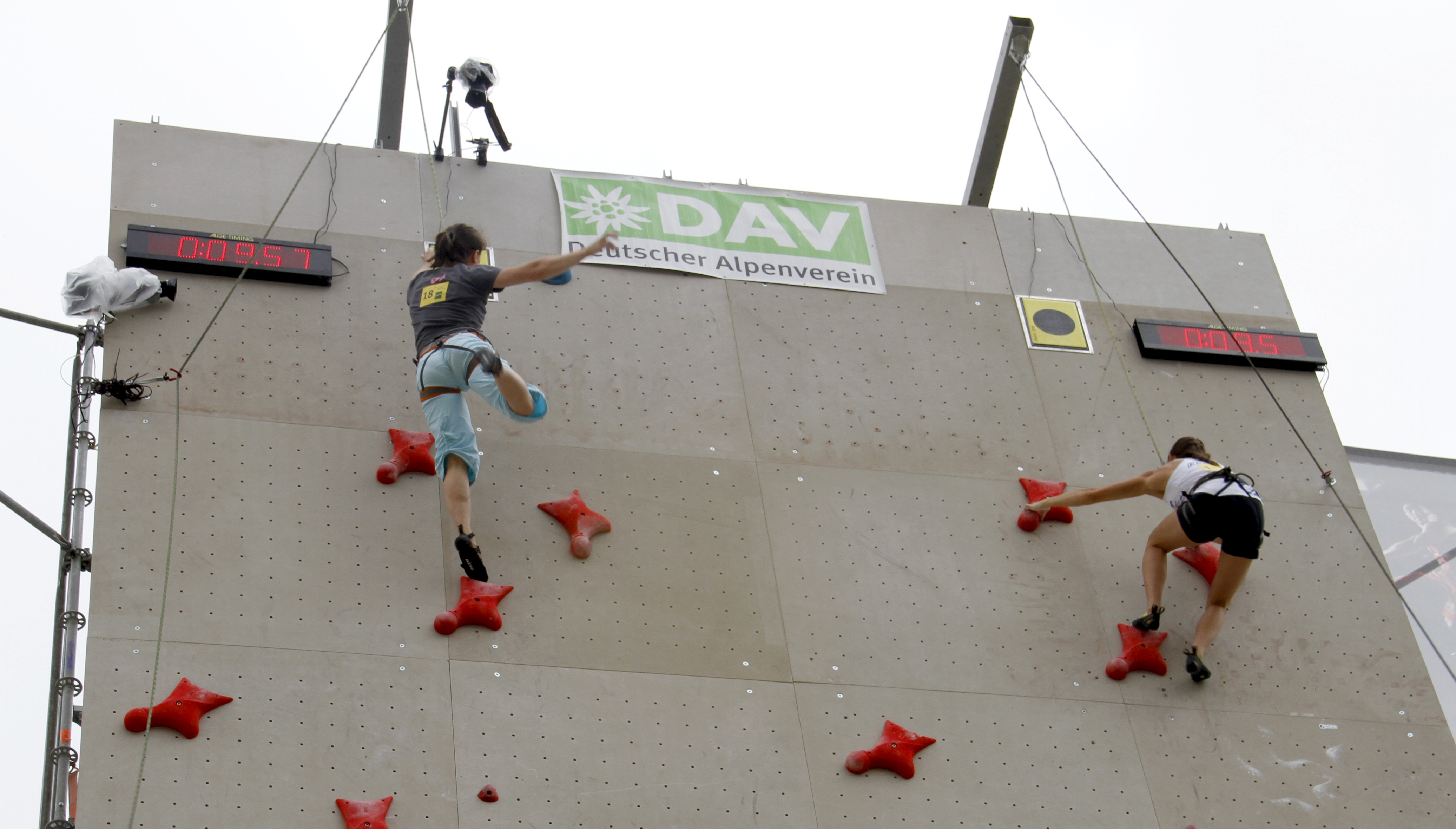
Edyta Ropek a Anouck Jaubert (Mnichov 2012 semifinále rychlost)
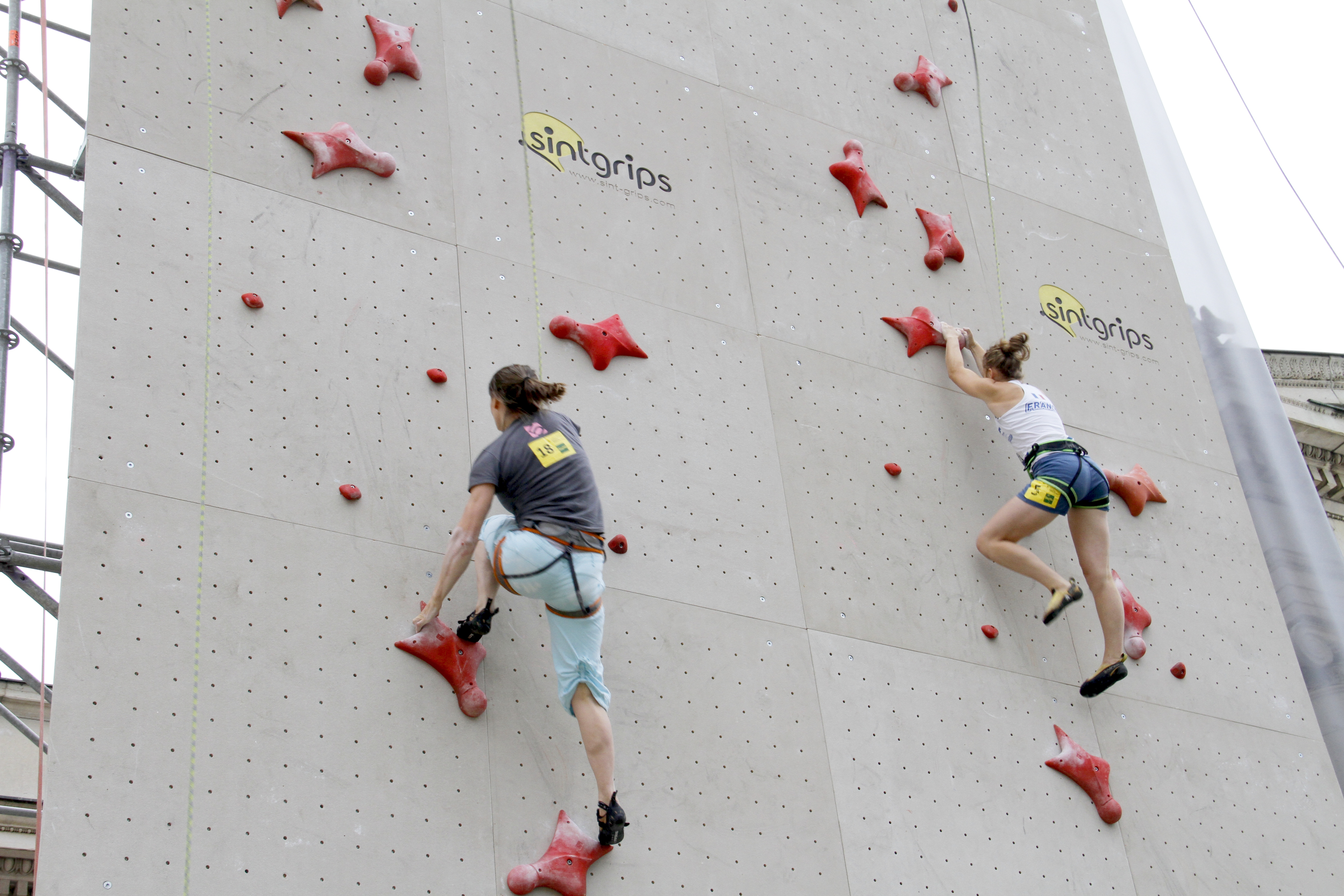
Esther Bruckner a Edyta Ropek (Mnichov 2012 finále rychlost)